# Championnat du monde masculin de curling 1970
Navigation
Édition précédente Édition suivante
Le Championnat du monde masculin de curling 1970 (nom officiel : Air Canada Silver Broom) est le 12e championnat du monde masculin de curling.

Il a été organisé aux États-Unis dans la ville d'Utica sur l'Utica Memorial Auditorium.

## Équipes
| Canada | France | Allemagne                                                                                        | Norvège |
| Granite CC, Winnipeg, Manitoba Skip: Don Duguid Third: Rod Hunter Second: Jim Pettapiece Lead: Bryan Wood | Mont d'Arbois CC, Megève Skip: Pierre Boan Third: Jean Albert Sulpice Second: Alain Bozon Lead: Maurice Sulpice      | EC Oberstdorf Skip: Manfred Räderer Third: Ernst Hege Second: Peter Jacoby Lead: Hansjörg Jacoby | Stabekk CC, Oslo Skip: Josef Bjaanaes Fourth: Knut Bjaanaes Third: Geir Søiland                                 |
| Écosse | Suède | Suisse                                                                                           | États-Unis |
| St. Martins CC, Perth Skip: Bill Muirhead Third: George Haggart Second: Derek Scott Lead: Murray Melville | Stallmästargården CK, Stockholm Skip: Tom Schaeffer Fourth: Claes Källén Third: Christer Källén Second: Sture Lindén | Lausanne CC Skip: Roland Schenkel Third: Paul Metraux Second: Ernst Pochon Lead: Michel Weill    | Grafton CC, North Dakota Skip: Art Tallackson Third: Glenn Gilleshammer Second: Ray Holt Lead: Trueman Thompson |

## Classement
| Pays       | Skip            | V | D |
| ---------- | --------------- | - | - |
| Canada     | Don Duguid      | 7 | 0 |
| Écosse     | Bill Muirhead   | 6 | 1 |
| Suède      | Tom Schaeffer   | 4 | 3 |
| États-Unis | Art Tallackson  | 4 | 3 |
| Norvège    | Josef Bjaanaes  | 4 | 3 |
| France     | Pierre Boan     | 1 | 6 |
| Allemagne  | Manfred Räderer | 1 | 6 |
| Suisse     | Roland Schenkel | 1 | 6 |

*Légende: V = Victoire - D = Défaite

## Résultats

### Match 1
| Équipes             | 1 | 2 | 3 | 4 | 5 | 6 | 7 | 8 | 9 | 10 | Total |
| ------------------- | - | - | - | - | - | - | - | - | - | -- | ----- |
| Écosse (Muirhead)   | – | – | – | – | – | – | – | – | – | –  | 16    |
| Allemagne (Räderer) | – | – | – | – | – | – | – | – | – | –  | 6     |

| Équipes           | 1 | 2 | 3 | 4 | 5 | 6 | 7 | 8 | 9 | 10 | Total |
| ----------------- | - | - | - | - | - | - | - | - | - | -- | ----- |
| Suède (Schaeffer) | – | – | – | – | – | – | – | – | – | –  | 19    |
| France (Boan)     | – | – | – | – | – | – | – | – | – | –  | 4     |

| Équipes           | 1 | 2 | 3 | 4 | 5 | 6 | 7 | 8 | 9 | 10 | Total |
| ----------------- | - | - | - | - | - | - | - | - | - | -- | ----- |
| Canada (Duguid)   | – | – | – | – | – | – | – | – | – | –  | 16    |
| Suisse (Schenkel) | – | – | – | – | – | – | – | – | – | –  | 8     |

| Équipes                 | 1 | 2 | 3 | 4 | 5 | 6 | 7 | 8 | 9 | 10 | Total |
| ----------------------- | - | - | - | - | - | - | - | - | - | -- | ----- |
| États-Unis (Tallackson) | – | – | – | – | – | – | – | – | – | –  | 14    |
| Norvège (Bjaanaes)      | – | – | – | – | – | – | – | – | – | –  | 8     |

### Match 2
| Équipes                 | 1 | 2 | 3 | 4 | 5 | 6 | 7 | 8 | 9 | 10 | Total |
| ----------------------- | - | - | - | - | - | - | - | - | - | -- | ----- |
| Suède (Schaeffer)       | – | – | – | – | – | – | – | – | – | –  | 17    |
| États-Unis (Tallackson) | – | – | – | – | – | – | – | – | – | –  | 3     |

| Équipes           | 1 | 2 | 3 | 4 | 5 | 6 | 7 | 8 | 9 | 10 | Total |
| ----------------- | - | - | - | - | - | - | - | - | - | -- | ----- |
| Canada (Duguid)   | – | – | – | – | – | – | – | – | – | –  | 9     |
| Écosse (Muirhead) | – | – | – | – | – | – | – | – | – | –  | 5     |

| Équipes             | 1 | 2 | 3 | 4 | 5 | 6 | 7 | 8 | 9 | 10 | Total |
| ------------------- | - | - | - | - | - | - | - | - | - | -- | ----- |
| Norvège (Bjaanaes)  | – | – | – | – | – | – | – | – | – | –  | 14    |
| Allemagne (Räderer) | – | – | – | – | – | – | – | – | – | –  | 6     |

| Équipes           | 1 | 2 | 3 | 4 | 5 | 6 | 7 | 8 | 9 | 10 | Total |
| ----------------- | - | - | - | - | - | - | - | - | - | -- | ----- |
| Suisse (Schenkel) | – | – | – | – | – | – | – | – | – | –  | 11    |
| France (Boan)     | – | – | – | – | – | – | – | – | – | –  | 9     |

### Match 3
| Équipes           | 1 | 2 | 3 | 4 | 5 | 6 | 7 | 8 | 9 | 10 | Total |
| ----------------- | - | - | - | - | - | - | - | - | - | -- | ----- |
| Écosse (Muirhead) | – | – | – | – | – | – | – | – | – | –  | 10    |
| Suisse (Schenkel) | – | – | – | – | – | – | – | – | – | –  | 4     |

| Équipes            | 1 | 2 | 3 | 4 | 5 | 6 | 7 | 8 | 9 | 10 | Total |
| ------------------ | - | - | - | - | - | - | - | - | - | -- | ----- |
| Norvège (Bjaanaes) | – | – | – | – | – | – | – | – | – | –  | 8     |
| Suède (Schaeffer)  | – | – | – | – | – | – | – | – | – | –  | 4     |

| Équipes                 | 1 | 2 | 3 | 4 | 5 | 6 | 7 | 8 | 9 | 10 | Total |
| ----------------------- | - | - | - | - | - | - | - | - | - | -- | ----- |
| États-Unis (Tallackson) | – | – | – | – | – | – | – | – | – | –  | 9     |
| France (Boan)           | – | – | – | – | – | – | – | – | – | –  | 8     |

| Équipes             | 1 | 2 | 3 | 4 | 5 | 6 | 7 | 8 | 9 | 10 | Total |
| ------------------- | - | - | - | - | - | - | - | - | - | -- | ----- |
| Canada (Duguid)     | – | – | – | – | – | – | – | – | – | –  | 20    |
| Allemagne (Räderer) | – | – | – | – | – | – | – | – | – | –  | 4     |

### Match 4
| Équipes            | 1 | 2 | 3 | 4 | 5 | 6 | 7 | 8 | 9 | 10 | Total |
| ------------------ | - | - | - | - | - | - | - | - | - | -- | ----- |
| Norvège (Bjaanaes) | – | – | – | – | – | – | – | – | – | –  | 17    |
| France (Boan)      | – | – | – | – | – | – | – | – | – | –  | 7     |

| Équipes             | 1 | 2 | 3 | 4 | 5 | 6 | 7 | 8 | 9 | 10 | Total |
| ------------------- | - | - | - | - | - | - | - | - | - | -- | ----- |
| Allemagne (Räderer) | – | – | – | – | – | – | – | – | – | –  | 8     |
| Suisse (Schenkel)   | – | – | – | – | – | – | – | – | – | –  | 7     |

| Équipes           | 1 | 2 | 3 | 4 | 5 | 6 | 7 | 8 | 9 | 10 | Total |
| ----------------- | - | - | - | - | - | - | - | - | - | -- | ----- |
| Canada (Duguid)   | – | – | – | – | – | – | – | – | – | –  | 12    |
| Suède (Schaeffer) | – | – | – | – | – | – | – | – | – | –  | 4     |

| Équipes                 | 1 | 2 | 3 | 4 | 5 | 6 | 7 | 8 | 9 | 10 | Total |
| ----------------------- | - | - | - | - | - | - | - | - | - | -- | ----- |
| Écosse (Muirhead)       | – | – | – | – | – | – | – | – | – | –  | 8     |
| États-Unis (Tallackson) | – | – | – | – | – | – | – | – | – | –  | 7     |

### Match 5
| Équipes             | 1 | 2 | 3 | 4 | 5 | 6 | 7 | 8 | 9 | 10 | Total |
| ------------------- | - | - | - | - | - | - | - | - | - | -- | ----- |
| Suède (Schaeffer)   | – | – | – | – | – | – | – | – | – | –  | 11    |
| Allemagne (Räderer) | – | – | – | – | – | – | – | – | – | –  | 6     |

| Équipes           | 1 | 2 | 3 | 4 | 5 | 6 | 7 | 8 | 9 | 10 | Total |
| ----------------- | - | - | - | - | - | - | - | - | - | -- | ----- |
| Écosse (Muirhead) | – | – | – | – | – | – | – | – | – | –  | 7     |
| France (Boan)     | – | – | – | – | – | – | – | – | – | –  | 6     |

| Équipes                 | 1 | 2 | 3 | 4 | 5 | 6 | 7 | 8 | 9 | 10 | Total |
| ----------------------- | - | - | - | - | - | - | - | - | - | -- | ----- |
| États-Unis (Tallackson) | – | – | – | – | – | – | – | – | – | –  | 15    |
| Suisse (Schenkel)       | – | – | – | – | – | – | – | – | – | –  | 3     |

| Équipes            | 1 | 2 | 3 | 4 | 5 | 6 | 7 | 8 | 9 | 10 | Total |
| ------------------ | - | - | - | - | - | - | - | - | - | -- | ----- |
| Canada (Duguid)    | – | – | – | – | – | – | – | – | – | –  | 14    |
| Norvège (Bjaanaes) | – | – | – | – | – | – | – | – | – | –  | 6     |

### Match 6
| Équipes                 | 1 | 2 | 3 | 4 | 5 | 6 | 7 | 8 | 9 | 10 | Total |
| ----------------------- | - | - | - | - | - | - | - | - | - | -- | ----- |
| Canada (Duguid)         | – | – | – | – | – | – | – | – | – | –  | 10    |
| États-Unis (Tallackson) | – | – | – | – | – | – | – | – | – | –  | 8     |

| Équipes            | 1 | 2 | 3 | 4 | 5 | 6 | 7 | 8 | 9 | 10 | Total |
| ------------------ | - | - | - | - | - | - | - | - | - | -- | ----- |
| Norvège (Bjaanaes) | – | – | – | – | – | – | – | – | – | –  | 10    |
| Suisse (Schenkel)  | – | – | – | – | – | – | – | – | – | –  | 5     |

| Équipes           | 1 | 2 | 3 | 4 | 5 | 6 | 7 | 8 | 9 | 10 | Total |
| ----------------- | - | - | - | - | - | - | - | - | - | -- | ----- |
| Écosse (Muirhead) | – | – | – | – | – | – | – | – | – | –  | 9     |
| Suède (Schaeffer) | – | – | – | – | – | – | – | – | – | –  | 7     |

| Équipes             | 1 | 2 | 3 | 4 | 5 | 6 | 7 | 8 | 9 | 10 | Total |
| ------------------- | - | - | - | - | - | - | - | - | - | -- | ----- |
| France (Boan)       | – | – | – | – | – | – | – | – | – | –  | 14    |
| Allemagne (Räderer) | – | – | – | – | – | – | – | – | – | –  | 4     |

### Match 7
| Équipes         | 1 | 2 | 3 | 4 | 5 | 6 | 7 | 8 | 9 | 10 | Total |
| --------------- | - | - | - | - | - | - | - | - | - | -- | ----- |
| Canada (Duguid) | – | – | – | – | – | – | – | – | – | –  | 16    |
| France (Boan)   | – | – | – | – | – | – | – | – | – | –  | 5     |

| Équipes                 | 1 | 2 | 3 | 4 | 5 | 6 | 7 | 8 | 9 | 10 | Total |
| ----------------------- | - | - | - | - | - | - | - | - | - | -- | ----- |
| États-Unis (Tallackson) | – | – | – | – | – | – | – | – | – | –  | 12    |
| Allemagne (Räderer)     | – | – | – | – | – | – | – | – | – | –  | 11    |

| Équipes            | 1 | 2 | 3 | 4 | 5 | 6 | 7 | 8 | 9 | 10 | Total |
| ------------------ | - | - | - | - | - | - | - | - | - | -- | ----- |
| Écosse (Muirhead)  | – | – | – | – | – | – | – | – | – | –  | 9     |
| Norvège (Bjaanaes) | – | – | – | – | – | – | – | – | – | –  | 6     |

| Équipes           | 1 | 2 | 3 | 4 | 5 | 6 | 7 | 8 | 9 | 10 | Total |
| ----------------- | - | - | - | - | - | - | - | - | - | -- | ----- |
| Suède (Schaeffer) | – | – | – | – | – | – | – | – | – | –  | 11    |
| Suisse (Schenkel) | – | – | – | – | – | – | – | – | – | –  | 4     |

### Tiebreak

#### Tiebreak 1
| Équipes                 | 1 | 2 | 3 | 4 | 5 | 6 | 7 | 8 | 9 | 10 | Total |
| ----------------------- | - | - | - | - | - | - | - | - | - | -- | ----- |
| États-Unis (Tallackson) | – | – | – | – | – | – | – | – | – | –  | 10    |
| Norvège (Bjaanaes)      | – | – | – | – | – | – | – | – | – | –  | 7     |

#### Tiebreak 2
| Équipes                 | 1 | 2 | 3 | 4 | 5 | 6 | 7 | 8 | 9 | 10 | Total |
| ----------------------- | - | - | - | - | - | - | - | - | - | -- | ----- |
| Suède (Schaeffer)       | – | – | – | – | – | – | – | – | – | –  | 6     |
| États-Unis (Tallackson) | – | – | – | – | – | – | – | – | – | –  | 3     |

### Playoffs
|  | Semi-Finale | Semi-Finale | Semi-Finale |  |  | Finale | Finale | Finale |
|  |             |             |             |  |  |        |        |        |
|  |             |             |             |  |  | 1      | Canada | 11     |
|  | 2           | Écosse      | 8           |  |  | 2      | Écosse | 4      |
|  | 3           | Suède       | 7           |  |  |        |        |        |

### Demi-finale
| Équipes           | 1 | 2 | 3 | 4 | 5 | 6 | 7 | 8 | 9 | 10 | Total |
| ----------------- | - | - | - | - | - | - | - | - | - | -- | ----- |
| Écosse (Muirhead) | – | – | – | – | – | – | – | – | – | –  | 8     |
| Suède (Schaeffer) | – | – | – | – | – | – | – | – | – | –  | 7     |

### Finale
| Équipes           | 1 | 2 | 3 | 4 | 5 | 6 | 7 | 8 | 9 | 10 | Total |
| ----------------- | - | - | - | - | - | - | - | - | - | -- | ----- |
| Canada (Duguid)   | – | – | – | – | – | – | – | – | – | –  | 11    |
| Écosse (Muirhead) | – | – | – | – | – | – | – | – | – | –  | 4     |

| Champion du monde de curling 1970 |
| --------------------------------- |
| Canada 10e titre                  |